# Böhmische Elle
Die Böhmische Elle war ein Längenmaß im Königreich Böhmen und man unterschied in die ältere und neuere Elle, bevor die Österreichischen Maße gesetzlich wurden. Der Ersatz war die Wiener Elle. Diese sollte bereits ab 1760, wie die anderen sogenannten Wiener Maße und Gewichte auf freiwilliger Basis gelten. Erst die kaiserliche Verordnung vom 18. Juni 1855 legte die gesetzliche Anwendung auf den 1. Juni 1856 fest.
- Alt 1 Böhmische Elle = 263,84 Pariser Linien = 0,59518 Meter[2]
- Neu 1 Böhmische Elle = 263,306 Pariser Linien = 0,59397 Meter[3]